# Minekaze (1919)
Minekaze (jap. 峯風  pol. „wiatr ze szczytu” lub „halny”) – niszczyciel zbudowany dla Cesarskiej Marynarki Wojennej Wielkiej Japonii na początku XX wieku, prototypowa jednostka swojego typu. Okręt uczestniczył w drugiej wojnie chińsko-japońskiej w latach trzydziestych, a w czasie wojny na Pacyfiku eskortował konwoje na wodach macierzystych i na Morzu Wschodniochińskim. Został zatopiony przez amerykański okręt podwodny USS „Pogy” na początku 1944 r. w pobliżu Tajwanu.

## Projekt i opis
Typ Minekaze został zaprojektowany do szybszego pływania, niż jego poprzednik – typ Kawakaze. Okręty te miały 102,5 m długości, 9,04 m szerokości i średnie zanurzenie 2,09 m. Wyporność standardowa wynosiła 1366 ton (1344 długich ton), a pełna 1676 ton (1650 długich ton). Był on napędzany przez dwie turbiny parowe o łącznej mocy 38 500 KM (28 700 kW), do prędkości 39 węzłów (72 km/h). Miały one zasięg 3600 mil morskich (6700 km) przy 14 węzłach (26 km/h). Ich załoga składała się z 148 oficerów i marynarzy.
Podstawowym uzbrojeniem „Minekaze” były cztery armaty kal. 120 mm w pojedynczych wieżach: po jednej przed nadbudówką, między dwoma kominami, jedna za tylnym kominem i ostatnia za rufową nadbudówką. Były one ponumerowane od '1' do '4' od przodu do tyłu. Miał też trzy podwójne wyrzutnie torped 533 mm: jedną na pokładzie między przednią nadbudówką a przednim działem i dwie między trzecim a czwartym działem. Mógł również przenosić 20 min, a także trał.
W latach 1937–1938 „Minekaze” był jednym z okrętów, którym wzmocniono kadłub, dodano osłony kominów i zmniejszono pojemność zbiornika paliwa do 279 ton. Na początku wojny, armaty nr 2 i nr 3 i dwie tylne wyrzutnie torped zostały zdemontowane. W zamian zamontowano cztery wyrzutnie bomb głębinowych z zapasem 36 bomb głębinowych i 10 lekkich działek przeciwlotniczych 25 mm. Zmiany te zmniejszyły jego prędkość do 35 węzłów (65 km/h).

## Budowa i służba
„Minekaze”, zbudowany w stoczni Maizuru, był pierwszym okrętem typu Minekaze. Stępkę pod niego położono 20 kwietnia 1918 r., zwodowano go 8 lutego 1919 roku, a do służby wszedł 29 maja 1920 roku. Po wejściu do służby, „Minekaze” został wraz z bliźniaczymi „Sawakaze”, „Okikaze”, i „Yakaze” włączony do 2. Dywizjonu Niszczycieli w ramach 2. Floty.
W 1930 roku 2. Dywizjon Niszczycieli został przeniesiony do 1. Floty jako eskorta lotniskowca „Akagi”. Podczas incydentu szanghajskiego w 1932 roku, „Minekaze” odbywał patrole po rzece Jangcy w Chinach. W latach 1937–1938 „Minekaze” patrolował wybrzeże północnych i centralnych Chin, uczestnicząc w drugiej wojnie japońsko-chińskiej.

### Wojna na Pacyfiku
Podczas ataku na Pearl Harbor 7 grudnia 1941 roku, „Minekaze” służył w Korei. Został przeznaczony do patrolowania Cieśniny Cuszimskiej i Wysp Kurylskich. Od kwietnia 1942 roku „Minekaze” został przeniesiony do Sasebo w celach patrolowych. Na koniec września, niszczyciel eskortował konwoje na Saipan, Тruk i do Rabаul. Od końca listopada 1942 r. do lutego 1944 roku patrolował Morze Wschodniochińskie. 1 lutego 1944 roku „Minekaze” został przeniesiony do 1. dywizji konwojowej. Cztery dni później statek opuścił Moggi eskortując konwój, który zmierzał do Takao. Konwój został zauważony przez okręt podwodny USS „Pogy” u wschodniego wybrzeża Tajwanu. „Minekaze” został storpedowany i zatonął 10 lutego 1944 roku, około 11 km na południowy wschód od Wu-Shi-Pi (23°12′N 121°30′Е). 31 marca 1944 roku „Minekaze” został skreślony z listy floty.

## Źródła
- R. Gardiner & R. Gray: Conway’s All the World’s Fighting Ships: 1906–1921. Annapolis, Maryland: Naval Institute Press, 1984. ISBN 0-85177-245-5.
- Stephen Howarth: The Fighting Ships of the Rising Sun: The Drama of the Imperial Japanese Navy, 1895–1945. Atheneum, 1983. ISBN 0-689-11402-8.
- Hansgeorg Jentschura, Dieter Jung & Peter Mickel: Warships of the Imperial Japanese Navy, 1869–1945. Annapolis, Maryland: United States Naval Institute, 1977. ISBN 0-87021-893-X.
- Allyn D. Nevitt: „IJN Okikaze: Tabular Record of Movement”. Long Lancers. Combinedfleet.com. Dostęp 30 lipca 2017.
- Anthony J. Watts & Brian G. Gordon: The Imperial Japanese Navy. Garden City, New York: Doubleday, 1971. OCLC 202878.
- M.J. Whitley: Destroyers of World War Two. Annapolis, Maryland: Naval Institute Press, 1988. ISBN 0-87021-326-1.